# Chambre de commerce et d'industrie de Péronne
La chambre de commerce et d’industrie de Péronne était une des trois CCI de la Somme. Son siège était situé à Péronne au 7, rue des Chanoines.
En 2010, elle fusionna avec la chambre d'Amiens.
Elle faisait partie de la chambre régionale de commerce et d'industrie de Picardie qui fut à son tour fusionnée avec la chambre régionale de commerce du Nord de France pour devenir la CCI de région Hauts-de-France.

## Missions
À ce titre, elle est un organisme chargé de représenter les intérêts des entreprises commerciales, industrielles et de service des arrondissements de Péronne et de leur apporter certains services. C'est un établissement public qui gère en outre des équipements au profit de ces entreprises.
Comme toutes les CCI, elle est placée sous la double tutelle du Ministère de l'Industrie et du Ministère des PME, du Commerce et de l'Artisanat.

### Service aux entreprises
* Centre de formalités des entreprises	
Les CFE sont le « guichet unique » qui permet aux chefs d'entreprise de déposer en un même lieu, avec un même formulaire, les déclarations auxquelles ils sont tenus lors de la création, des modifications ou de la cessation de leur entreprise.
Le CFE de la chambre de Commerce et d'Industrie de Péronne est compétent pour les personnes physiques et sociétés commerciales inscrites au Registre du Commerce et des Sociétés (RCS) de Péronne (hormis les assujettis à l'inscription au Répertoire des Métiers).
Il a pour mission de centraliser les pièces du dossier et de les transmettre aux différents organismes, après contrôle formel. 
Il délivre au chef d'entreprise un récépissé de dépôt de déclaration.
 * Assistance technique au commerce 
Les Chartes de Développement Commercial
La Charte de développement commercial est un document évolutif qui précise le cadre du développement commercial d’une commune ou d'un territoire pour une période déterminée. L'objectif étant d'éviter une gestion au coup par coup des implantations commerciales et du développement commercial d’un territoire. Ce document a pour vocation de partager la réflexion et les propositions sur le développement commercial dans le but d'améliorer le positionnement et l'attractivité de l’espace concerné.
Fort de ce constat partagé, les différents acteurs signataires de ces chartes (CCI de Péronne, chambre des Métiers et Artisanat de la Somme, Union commerciale, Commune, Communauté de Communes) ont fixé des orientations à suivre pour les trois prochaines années. Ces orientations ont fait l'objet d'une hiérarchisation des enjeux et des actions à mettre en œuvre.
À ce jour, deux chartes de Développement Commerciales ont été initiées sur l'arrondissement de Péronne :
• La Charte de Développement Commercial de La Ville de Péronne
• La Charte de Développement Commercial de la Communauté de Communes du Pays Hamois.
Charte Qualité
L'opération "Charte Qualité Commerce-Artisanat-Services" est née en 1997 sous l'impulsion d’un groupe de commerçants et de consommateurs afin de sensibiliser les professionnels à l'importance de la qualité d’accueil et de service dans le commerce.
L'objectif de la Charte Qualité, dans le cadre de la redynamisation des centres-villes, est d’accroître et de fidéliser la clientèle des commerces de proximité, par leur qualité d'accueil et de service.
* Assistance technique au tourisme
Canal Seine Nord Europe
LE CANAL « SEINE NORD EUROPE » un équipement à dimension européenne et un virage touristique pour la Somme
Avec le Canal à grand gabarit, l’est de la Somme va vivre un évènement rare dans l’histoire d’un pays. Et la réalisation d’une telle infrastructure n’est pas sans conséquence sur l’évolution économique et touristique du territoire.
Si le « tourisme de mémoire » représente chaque année un flux de plus de 200 000 visiteurs, les ouvrages de génie civil exceptionnels qui ponctueront le cours du canal (comme le pont-canal qui sera construit près de Péronne) sont de réelles opportunités pour accélérer le développement du territoire.
C’est pourquoi élus et acteurs économiques ont la volonté d’inscrire le projet de canal « Seine-Nord Europe » dans une démarche globale d’aménagement du territoire.
Outre la dimension économique de ce projet qui devrait générer 
25 000 emplois d’ici 2030 et voir la création de plateformes logistiques et de parcs d’activités, avec leur lot de nouvelles activités et de création d’entreprises, le canal « Seine-Nord Europe » constitue aussi un réel vecteur de développement touristique.
Le tourisme de mémoire, une opportunité sur 10 ans
Étapes Découvertes
LA CCI DE PÉRONNE PROPOSE A SES ENTREPRISES, LA 1re VITRINE VIRTUELLE DE L'OFFRE COMMERCIALE ET TOURISTIQUE DE L'EST DE LA SOMME
Faciliter l'organisation du séjour des touristes, les aider à bien accueillir cette clientèle et profiter de cet outil pour promouvoir l'offre commerciale, de services et touristique locale, telles sont les grandes lignes de l'action proposée par la C.C.I. de Péronne.
Consciente de l'enjeu majeur du tourisme, la C.C.I. de Péronne saisit cette occasion. Elle propose à ses ressortissants d'intégrer une vitrine virtuelle de l'offre commerciale, de services et touristique de l'est de la Somme.
La philosophie de ce nouvel outil : constituer un guide virtuel du routard du territoire et favoriser la montée en puissance de la qualité d'offre et d'accueil de nos ressortissants.
Une condition pour intégrer le site : s'engager dans une démarche qualité mise en place par l'historial et la C.C.I dans le cadre de Somme battlefields' partner.
Fédérer l’offre touristique du département
Charte créée à l’initiative du Comité Départemental du Tourisme de la Somme, de la chambre de commerce et d'industrie de Péronne, de l’Historial de la Grande Guerre et du Musée Somme 1916.
À noter un aspect novateur : les touristes pourront connaître les disponibilités hôtelières des acteurs présents sur le site et bientôt réserver en ligne.
* Assistance technique à l'industrie
L'industrie aéronautique
Notre territoire est lié à l’industrie aéronautique depuis 1924.
L’activité industrielle est principalement représentée par Airbus, qui produit des structures de fuselage, et qui en assure la livraison par la voie des airs à partir de l’aéroport Albert Picardie.
Des entreprises sous-traitantes ont développé des services dans ce secteur (ingénierie, logistique, outillages, maintenance, fabrication de pièces et de sous-ensembles, …).
L’avenir de cette industrie passe par le développement de nouvelles technologies (assemblage robotisé, matériaux composites, usinage grande vitesse), pour lesquelles un centre de recherches et de transfert de technologies est en projet.
Il devrait réunir industriels, chercheurs et centres de formation.
Export
Le dispositif régional picard d'appui à l'international propose 2 formation - action pour vous permettre de vous développer à l'export selon votre niveau de départ :
Opération collective CAP EXPORT PICARDIE : pour les entreprises souhaitant exporter
Aider l'entreprise à définir une stratégie d'internationalisation à moyen terme, et/ou à mettre en place une organisation export structurée et efficace. Accompagner sur plusieurs mois l'entreprise primo-exportatrice dans son développement export (diagnostic, formations collectives, actions de prospection collectives et/ou ciblées, coaching par un Conseiller du Commerce Extérieur)
Opération collective Stratégie export pour les entreprises pratiquant déjà l'export
permettre à des PME / PMI exportatrices de renforcer leur développement à l'étranger et d'accroître leur rentabilité à travers la mise en place d'une stratégie et d'un plan d'actions export.
Accompagner sur plusieurs mois d'un groupe d'entreprises exportatrices dans la détermination de leur stratégie et d'un plan d'actions export (diagnostic, formations collectives, conseil individualisé)
Le Bourget 2007
Le Salon du Bourget s'est tenu du 18 au 24 juin 2007.
Pour la première fois, la Picardie était représentée avec un stand collectif de 200 m2 dans le Hall 4 sur les plots E9 et E10.
Région aéronautique depuis 1926 grâce à l'usine POTEZ devenu Airbus, la région Picardie jouit d'un tissu industriel performant.
80 entreprises sont répertoriées comme ayant des activités dans le domaine aéronautique. La CCI de Péronne associée à la CCI de l'Oise et la CRCI Picardie réalise actuellement une étude économique de cette filière. Les premiers résultats sont attendus pour la fin mai.
La région Picardie dispose également de 2 plates-formes aéronautiques importantes : 
- L'aéroport de Beauvais Tillé ;
- L'aéroport Albert Picardie.

Pour connaître les entreprises présentes sur le collectif des PME françaises, vous pouvez consulter l'annuaire en cliquant sur le lien ci-après : 

Au Bourget 2007, les PME-PMI françaises en provenance des principales régions (Midi-Pyrénées, Aquitaine, Auvergne, Centre, Rhône-Alpes, Pays de la Loire, Picardie, Île-de-France), sont regroupées dans le hall 4 sur plus de 4 000 m2 à l'identité des " French SMEs / PME françaises ". Fédérées principalement par les chambres de commerce et d'industrie, avec le soutien du Gifas et des SIAE (Salons Internationaux de l'Aéronautique et de l'Espace) ce regroupement constitue le premier collectif d'entreprises présentes au Bourget.
De 180 PME/PMI en 2003, l'édition 2005 bat tous les records de participation avec 267 entreprises réunies autour de leurs organismes consulaires animés par une même volonté, celle de promouvoir le dynamisme, l'expérience et le savoir-faire des PME/PMI françaises. L'édition 2007 semble être encore plus prometteuse.
Retrouvez toutes les activités de la chambre de Commerce et d'Industrie de Péronne sur le site officiel

### Gestion d'équipements
- Port fluvial de plaisance de Péronne ;
- Camping

### Histoire de la CCI
Années 1970-1980 : la CCI met en valeur des espaces appartenant à l’État et répond aux préoccupations des entreprises locales avec des équipements structurants. Après la mise en place d'une charte qualité «Commerce-Artisanat-Services» à laquelle adhère plusieurs dizaines de commerçants, la CCI a entrepris de développer avec les partenaires concernés, un schéma de développement commercial sur l’ensemble de l'Arrondissement.
Une charte de développement commercial a été signée avec la municipalité de Péronne, l'U.C.I.A.L. locale et la chambre de métiers de la Somme. La municipalité et les groupements de commerçants hamois ont décidé de s’engager dans cette démarche qui fut concrétisée le 7 novembre 2007.
20 mai 2009 : Décret de fusion de la chambre avec la chambre de commerce et d'industrie d'Amiens pour former courant 2010 la chambre de commerce et d'industrie d'Amiens-Picardie.

## Pour approfondir